# 宇稱
在量子力學中，宇稱被描述成宇稱變換中的量，以P (Parity) 表示。宇稱變換（又稱宇稱倒裝），是一個在一個三維座標系中其中一維的翻轉(變換)，在三維空間之內，它也可以是一個在x , y , z 軸中同時進行的變換(點反演)
{\displaystyle \mathbf {P} :{\begin{pmatrix}x\\y\\z\end{pmatrix}}\mapsto {\begin{pmatrix}-x\\-y\\-z\end{pmatrix}}.}
因為宇稱變換會將一個現象轉化為其的鏡像，所以宇稱變換也可以被形容成一個測試左右手座標系的物理現象。在宇稱變換之中，假設變換是在右手座標系，這樣的變換在左手座標系看來就可以被認為是一個身分轉換，反之亦然。
大部分的標準模型在宇稱底下，都呈現宇稱對稱，但弱交互作用卻會破壞這種對稱性。
在任何一維的三維座標系下，P的矩陣的行列式 = -1 ，因此它與一個自轉是不同的。相反地，在一個二維座標系下，兩個在 x , y軸同時進行的變換就不會是一個宇稱變換，而是一個 180° 的轉動。

## 宇稱的對稱關係
- 在旋转变换下，经典幾何物體可以被分类为标量、向量或者更高阶的張量。在经典物理學中，物理組態需要在所有對稱群下進行在群表示論下的轉換。
- 量子力學則預測在一個完備的內積空間之下的物體狀態不必需通过旋轉群表示進行轉換，而僅需通过射影表示。射影這個词指出當一個物體脫離了各個階段的狀態，在量子態的狀態下是不可觀察的，接著射影表示便會將這個物體降低成一個普通的表示(在表示論之下)。所有在表示論之下的表示皆是射影表示[來源請求]，但所有的映射表示並不是皆是在表示論之下的表示，因此，量子狀態上的射影表示條件遠遠弱於一般狀態上射影表示條件。
- 任何一個群的映射表示都與其普通表示的中心群擴張是同構的。示例 : 三維旋轉群的映射表示( 即 SO(3)自轉群) 即是SU(2)的一般表示。如果旋轉群的映射表示並非是一個表示的話，被稱為旋量[來源請求]，所以量子態不僅可以轉化為張量，還可以轉化為旋量。
- 如果將宇稱分類，以下將可以擴展，示例 :
- 純量(P = +1)與贋純量 ( P = -1 ) 兩者的旋轉性是不變的。
- 向量 ( P = -1 )]與贋向量 (P = +1) ，兩者會在旋轉群下轉換為向量。
- 人們可以定義反射，示例 :

{\displaystyle V_{x}:{\begin{pmatrix}x\\y\\z\end{pmatrix}}\mapsto {\begin{pmatrix}-x\\y\\z\end{pmatrix}},}
其同時具有負行列式以及能形成一個有效的宇稱變換的能力。接著將上述兩者組合抑或持續進行 x, y, z 軸的反射，就能復原先前所提及的特殊宇稱變換。而因為第一個賦予的宇稱變換具有正數的行列式，因此它在偶數維裡不會作用。至於奇數維，只有後者的宇稱變換示例(抑或奇數個座標的坐標系反射)才會成功作用。
- 宇稱在 P2 = 1的情況下可以形成阿貝爾群 Z2 。所有阿貝爾群皆有一個不可約表示，Z2  則有兩個，一個在宇稱變換底下為偶(Pφ = +φ)，另一者為奇(Pφ = -φ)。這些在量子力學裡應用非常廣泛。但，量子力學狀態需要的是不在宇稱表示下改變，而是要求在映射表示下轉換，所以原則上來說，宇稱變換能在任何相位上倒換任何狀態。

## 經典力學
- 牛頓第二運動定律中 {\displaystyle \mathbf {F} =ma}(如果質量不變)相當於兩個向量，因此在宇稱底下是不變的。重力定律也只涉及向量，因此如前所述，在宇稱底下是不變的。

- 角動量 L 是一個贗向量：
- {\displaystyle \mathbf {p} }是動量
- {\displaystyle \mathbf {r} }是半徑向量
- {\displaystyle \mathbf {L} =r} x {\displaystyle \ p}
- {\displaystyle \mathbf {P} (L)}={\displaystyle \mathbf {(} -r)} x {\displaystyle \ (-p)}={\displaystyle \mathbf {L} }

- 在古典電磁學當中，電荷密度 {\displaystyle \mathbf {p} }是一個純量，電場{\displaystyle \mathbf {E} }及電流密度 {\displaystyle \mathbf {j} }是向量，但磁場 {\displaystyle \mathbf {H} }是一個贗向量。但馬克士威方程組在宇稱底下依然是不變的，因為贗向量的旋度是普通向量。

## 空間反演對於一些古典力學變量的影響
- 偶（Even）
- 古典力學中的變量主要是純量，不會在空間反演裡改變，示例：

{\displaystyle \ t}, 事件發生時的時間
{\displaystyle \ m}, 粒子質量
{\displaystyle \ E}, 粒子能量
{\displaystyle \ P}, 功率
{\displaystyle \ \rho }, 電荷密度
{\displaystyle \ V}, 電勢(單位伏特)
{\displaystyle \ \rho }, 電磁場中的能量密度
{\displaystyle \mathbf {L} }, 粒子角動量，此處包含軌域及自旋（贗向量）
{\displaystyle \mathbf {B} }, 磁場（贗向量)
{\displaystyle \mathbf {H} }, 磁場（與{\displaystyle \mathbf {B} }不同）
{\displaystyle \mathbf {M} }, 磁化強度
{\displaystyle \ T_{ij}}, 馬克士威應力張量
- 奇（Odd）
- 古典力學中的變量主要是向量，它們會在空間反演裡改變，示例：

{\displaystyle \ h}, 螺旋度
{\displaystyle \ \Phi }, 磁通量
{\displaystyle \mathbf {x} }, 在三度空間中，粒子的位置向量
{\displaystyle \mathbf {v} }, 粒子速度
{\displaystyle \mathbf {a} }, 粒子加速度
{\displaystyle \mathbf {p} }, 粒子動量
{\displaystyle \mathbf {F} }, 施加在粒子上的力
{\displaystyle \mathbf {J} }, 電流密度
{\displaystyle \mathbf {E} }, 電場
{\displaystyle \mathbf {D} }, 電位移
{\displaystyle \mathbf {P} }, 電極化
{\displaystyle \mathbf {A} }, 電磁場向量勢
{\displaystyle \mathbf {S} }, 能流密度向量

## 量子力學
- 在量子力學之中，時空轉換會在量子狀態下作用。 宇稱變換{\displaystyle {\hat {\mathcal {P}}}} 是一種么正算符，一般在{\displaystyle \psi }狀態下作用，方式如下 :

{\displaystyle {\hat {\mathcal {P}}}\,\psi _{\left(r\right)}=e^{\frac {i\phi }{2}}\psi _{\left(-r\right)}}.
那麼必須有 {\displaystyle {\hat {\mathcal {P}}}^{2}\,\psi _{\left(r\right)}=e^{i\phi }\psi _{\left(r\right)}}，因為整体相位不是一个可观测量。
由于整体相位属于量子系统的U（1）内禀对称性，我们可以将 {\displaystyle {\hat {\mathcal {P}}}^{2}}等价于相位所对应的U(1)连续对称群的元素 {\displaystyle e^{iQ}}.
我们总可以定义{\displaystyle {\hat {\mathcal {P}}}'\equiv {\hat {\mathcal {P}}}e^{-{\frac {iQ}{2}}}} 为我们的宇称变换算符，而不是{\displaystyle {\hat {\mathcal {P}}}}.
从而 {\displaystyle {\hat {\mathcal {P}}}^{'2}=1} 并且{\displaystyle {\hat {\mathcal {P}}}'}有本征值{\displaystyle \pm 1}.
在宇称变换下具有{\displaystyle +1}本征值的波函数被称为偶函数，而具有{\displaystyle -1}本征值的被称为奇函数.
粒子进入外势能的波函数是中心对称的（势能与空间反演不变量，与原点对称），要么保持不变，要么改变符号：这两种可能的状态被称为波函数的偶数态或奇数态[3]。粒子宇称守恒定律（对于核的β衰变[4]不成立）指出，如果一个孤立的粒子集合有一个确定的宇称，那么宇称在集合演化过程中保持不变。在球对称外场中运动的粒子的状态的奇偶性由角动量决定，粒子状态由三个量子数定义：总能量、角动量和角动量的投影[3]。